# 이영준 (비평가)
이영준(1961년 ~ )은 대한민국의 미술비평가, 전시기획자, 계원예술대학교 융합예술과의 교수이다.

## 생애

### 학력
- 서울대학교 식물학과 학사
- 서울대학교 대학원 미학과 석사
- 뉴욕주립대학교 빙엄턴 대학원 사진이론 박사

### 경력
- 중앙일보 기자
- 계원디자인예술대학 아트앤플레이군 교수
- 계원예술대학교 아트앤플레이군 현대예술창작과 기획 교수
- 계원예술대학교 융합예술과 교수

### 일반
1961년 서울특별시에서 태어나 그곳에서 자랐다. 1980년 서울대학교 자연대학 식물학과에 입학하여 1984년까지 학사과정을 밟았다. 1981년 서울대 식물학과에서 처음으로 사진 현상하는 법을 배웠다. 서울대 식물학과 학사과정을 마친후 바로 1984년부터 서울대학교 인문대학 미학과에서 1986년까지 석사 과정을 밟았다. 1985년 기계에 의해 만들어지는 이미지라는 점 때문에 사진에 특별한 관심을 갖게되었다. 이 때문인지 이영준이 기획한 전시는 대부분 사진에 관련된 전시이거나 사진이 빠지지 않는다. 뉴욕 주립 대학교 빙엄턴에서 미술사 박사학위를 받았다. 2012년 매년 12월호를 통해 GQ KOREA가 뽑는 MEN OF THE YEAR에 김기덕 감독, 가수 싸이 등과 함께 선정된 바 있다.

### 비평
이영준은 이미지비평가, 사진비평가, 기계비평가등으로 소개되지만 기계비평가란 이름으로 가장 많이 소개되고 활동하는 비평가이다. 주로 현대미술, 예술사진같은 미술비평을 하지만 딱히 예술일반으로 규정되지 않는 평범한 사물 따위의 이미지를 비평하거나 배, 비행기 등의 기계를 비평하는 등 일반적인 예술비평가와는 구분되는 다양한 비평활동을 하고있다. 원래는 미술사와 사진 비평을 공부하고 1988년부터 사진비평 글을 쓰기 시작했지만 2005년 인천항에서 당시로서는 꽤 큰 배들을 보고 기계비평이라는 것을 하기로 결심했다고 한다. 미술이나 음악뿐 아니라 기계도 비평의 대상으로 삼을 수 있다는 게 이영준의 입장이다.

### 작업
이영준은 비평가로는 드믈게 저술 활동이나 전시기획뿐이 아니라, 직접 예술 작품을 제작하기도 한다. 2012년 서교예술실험 센터에서의 이벤트 <19금 퍼포먼스 릴레이>에서 박카로 작가와 함께 <이영준x박카로 약력>이라는 이름의 퍼포먼스를 시연한 바 있으며, 2015년 베니스 비엔날레 국제건축전 한국관과, 같은 해 국립현대미술관 과천관 아키토피아의 실험에 그의 사진이 전시된 바 있다. 2016년에는 플랫폼엘에서 <타이거마스크의 기원에 대한 학술보고서―김기찬에 의거하여>라는 이름의 퍼포먼스를 시연하였고 본 공연은 2017년 국립현대미술관 서울관 다원예술 프로젝트에서 재시연되었다.

## 저서
- 1998년 《사진 이상한 예술》ISBN 9788974091163
- 2006년 《사진이론의 상상력》ISBN 9788974091293
- 2006년 《기계비평》ISBN 9788992214070
- 2008년 《이미지 비평》ISBN 9788974091231
- 2008년 《비평의 눈초리》ISBN 9788974091330
- 2010년 《초조한 도시》 ISBN 9788970595702
- 2012년 《이미지 비평의 광명세상》ISBN 9788974098926
- 2012년 《페가서스 10000마일》ISBN 9788994207131
- 2012년 《기계산책자》ISBN 9788993166552
- 2014년 《조춘만의 중공업》ISBN 9788994207384
- 2014년 《눈 먼 글쓰기》
- 2016년 《우주 감각 : NASA 57년의 이미지들》

## 공저
- 2009년《욕망하는 테크놀로지》
- 2014년《불순한 테크놀로지》
- 2015년《아키토피아의 실험》
- 2016년《다큐멘터리의 두 얼굴: FSA 아카이브 사진》
- 2017년《시민을 위한 테크놀로지 가이드》

## 전시 기획
- 1999년 사진은 우리를 바라본다 (서울시립미술관)
- 2004년 다큐먼트-사진 아카이브의 지형도 (서울시립미술관)[12]
- 2005년 K237 주거환경개량사업 (쌈지스페이스)
- 2005년 패스트 포워드-한국으로부터의 사진 메시지 (사진포럼 인터내셔널 & 커뮤니티 갤러리)
- 2007년 서양식공간예절 (대림미술관)[13], 사물데이타베이스 (포스갤러리2관)[14]
- 2010년 2010서울사진축제 (총감독)[15]
- 2010년 XyZ City (타임스퀘어 특설 전시장)
- 2011년 김한용―소비자의 탄생 (한미사진미술관)
- 2012년 사진의 과학 (대구사진비엔날레 특별전)[16]
- 2013년 NASA―Countdown to Infinity (고은사진미술관)[17]
- 2014년 항공인문학 (시청각)
- 2015년 우주생활 - NASA 기록 이미지들 (일민 미술관)[18]

## 참여 전시
- 2015년 한반도 오감도Crow's Eye View: The Korean Peninsula제14회 베니스 비엔날레 국제건축전 황금사자상 수상 한국관 귀국展 (아르코미술관)
- 2015년 아키토피아의 실험 (국립현대미술관 과천관)
- 2015년 시민과 함께 하는 광복 70년 위대한 흐름 " 소란스러운, 뜨거운, 넘치는" (국립현대미술관 서울관)
- 2016년 타이거마스크의 기원에 대한 학술보고서―김기찬에 의거하여 (플랫폼엘)
- 2017년 국립현대미술관 다원예술: 12월 공연 [타이거마스크의 기원에 대한 학술보고서―김기찬에 의거하여] (국립현대미술관 서울관)